# DM014SH
DM014SH (ディーエムゼロイチヨンエスエイチ)は、シャープによって開発された、ディズニー・モバイル(Disney Mobile on SoftBank)の第3世代移動通信システム端末である。

## 概要
ディズニー・モバイルの端末としては初めて、AXGPとのデュアルモードとなる端末(Disney Mobile 4G)である。ベースとなっている機種はSoftBank 200SHである。
「ミッキーとミニー」を製品コンセプトにしており、本体背面に2人の姿が描かれるほか、テーマに沿ったライブ壁紙が収録されている。ミッキーまたはミニーのいずれかが画面左右に向かってキスしているような内容となっており、2台の同端末を左右に並べることでミッキーとミニーが向かい合う1セットの壁紙として見えるようになっている。
そのほかにも、ミッキーやミニーをモチーフにしたウィジェットなどが用意される。
性能面では200SHとほぼ同等だが、こちらはNFCに対応していない。

## 歴史
- 2012年10月9日 - ソフトバンクモバイルの新商品発表会でDM013SHとともに発表。
- 2013年3月1日 - 発売開始。
- 2013年5月30日 - Android 4.1バージョンアップ開始。

## その他機能
| 主な対応サービス       | 主な対応サービス | 主な対応サービス                       | 主な対応サービス      |
| ---------------------- | ---------------- | -------------------------------------- | --------------------- |
| タッチパネル           | HD液晶 4.5インチ | フルブラウザ                           | Disney Mobile 4G      |
| バッテリー容量 1900mAh | テザリング       | WiFi                                   | GPS                   |
| 1310万画素カメラ       | ワンセグ         | デジタルオーディオプレーヤー(AAC)(WMA) | おサイフケータイ／NFC |
| Bluetooth              | 赤外線通信       | 緊急速報メール                         | 防水／防塵            |

## 注
1. ↑  カタログスペック等ではAndroid 4.1になっているが、出荷時のOSバージョンは4.0である。
2. ↑  対応プロファイル:SDAP、GAP、SPP、A2DP、AVRCP、HFP、OPP、HSP、HID、PAN、PBAP、HDP、DUN
3. ↑  受信：76Mbps/送信：10Mbps
4. ↑  連続視聴時間:約10時間